# Galipea trifoliata
Espèce
Classification APG III (2009)
Statut de conservation UICN

 LC  : Préoccupation mineure
Synonymes
- Galipea fissa Miq.[2]

Galipea trifoliata est une espèce d'arbuste, sud-américaine, et appartenant à la famille des Rutaceae (familles des agrumes). Il s'agit de l'espèce type du genre Galipea Aubl..
En Guyane, elle est appelée weti messa ou kofi messa (Aluku).

## Étymologie
Le nom du genre Galipea vient vraisemblablement du nom de la nation amérindienne guyanaise appelée « Galipons », citée par Fusée-Aublet dans le protologue. L'épithète spécifique trifoliata se réfère évidemment aux feuilles trifoliolées de cette plante.

## Description
Galipea trifoliata est un arbrisseau à petits rameaux rougeâtres, à feuilles alternes, pétiolées, trifoliolées, membraneuses, précocement glabres, oblongues, elliptiques, brièvement acuminées, inégales. 
La foliole médiane est plus grande, et les folioles latérales ont la base oblique. 
Les inflorescences sont des panicules plus ou moins corymbiformes, terminaux ou axillaires, à pédoncule plus court que les feuilles. 
Les fleurs sont hermaphrodites. Le petit calice cupuliforme à 5 dents courtes. 
La corolle verdâtre a un tube 3-4 fois plus long que le calice et comporte 5 lobes imbriqués. 
On compte 5-8 étamines, sont unies en un tube adné à celui de la corolle. Parmi ces dernières, 2 (ou plus) sont stériles (dépourvues d'anthère). Les étamines fertiles présentent un connectif appendiculé à la base. L'ovaire est inclus dans le disque cupuliforme, à 5 lobes profonds et 5 loges biovulées. Le style est long avec un stigmate à 3-5 lobes. Les carpelles mûrs sont cohérents à la base et au sommet, carénés sur 2 côtés, et contiennent une unique graine.

## Répartition
Galipea trifoliata est une espèce largement et inégalement répartie dans les Guyanes, au Venezuela, en Colombie, au Pérou, en Équateur, au nord du Brésil, et en Bolivie.

## Utilisation
Galipea trifoliata aurait des propriétés anti-inflammatoires.

## Chimie
Galipea trifoliata contient des flavonoïdes (C-glycosylflavoness, et O-glycosyl-C-glycosylflavones,) et une coumarine originale baptisée Galipeine.

## Protologue
En 1775, le botaniste Aublet propose le protologue suivant : 
« GALIPEA trifoliata. (Tabula 269.)

Frutex caules plurimos ramoſos, ſex-pedales , è radice emittens. Folia alterna, trifoliata ; foliolis lanceolatis, glabris, integerrimis, intermedio longiore & latiore, omnibus petiolo oblongo, ſubtùs convexo, ſupernè ſulcato, utrinque marginato, ſuffultis. Flores virides, corymboſi, exigui, pedunculo communi, longo, innexi, axillares & terminales. 
Florebat Septembri. 
Habitat propè ripam fluvii Orapu. 

Nomen Caribæum INGA. »

« LE GALIPIER de la Guiane. (PLANCHE 269.)
Cet arbrisseau pouſſe pluſieurs tiges branchues & rameuſes, qui s'élèvent de cinq à ſix pieds. Elles ſont grêles, cylindriques, couvertes d’une écorce liſſe & verte. Leur bois eſt blanc & caſſant. Elles ſont chargées de feuilles digitées, à trois folioles liſſes, vertes, ovales, terminées par une longue pointe mouſſe. La foliole du milieu a, dans les plus grandes, trois pouces de longueur, ſur un pouce de largeur ; ces folioles ſont portées à l'extrémité d'un pédicule long d'un pouce & demi, convexe en deſſous, creuſé en deſſus en gouttiere, bordée d'un petit feuillet. 
Les fleurs naiſſent à l'extrémité des branches & des tiges, ſur un long pédoncule qui ſe partage vers ſon ſommet en pluſieurs rameaux, garnis de petites fleurs, la plupart ſeſſiles. 
Leur calice eſt d'une ſeule pièce, vert, arrondi par ſa baſe, & enſuite il eſt à quatre ou cinq angles obtus, qui chacun ſe terminent par une dentelure. 
La corolle eſt d'une ſeule pièce. Son tube eſt fort court & s'ouvre par le haut en quatre ou cinq lobes verdâtres, aigus. 
Les étamines ſont au nombre de quatre, placées dans la partie moyenne & inférieure du tube ; deux plus grandes, & deux plus courtes. Les filets des deux courtes n'ont point d'anthère ; ceux des deux grandes portent une anthère longue & à deux bourſes. 
Le piſtil eſt un ovaire arrondi, à quatre ou cinq côtes, ſurmonté d'un style long, vert, terminé par un stigmate obtus, & marqué de deux ſillons qui ſe croiſent. 
Je n'ai pas vu cet ovaire dans ſa maturité. 
J'ai trouvé cet arbriſſeau ſur les bords de la rivière d'Orapu. 
II étoit en fleur dans le mois de Septembre. 
II eſt appelle INGA par les Galipons. »

— Fusée-Aublet, 1775.